# 伊藤瞭
伊藤 瞭（いとう りょう、1991年4月14日 - ）は、岐阜県出身の日本の俳優。血液型B型。身長172cm、体重60kg。サンミュージックブレーン所属。
2003年 舞台『二十四の瞳』で俳優デビュー。2004年 サンミュージック新人タレントオーディション俳優部門入賞。

## 出演

### テレビドラマ
- 愛と友情のブギウギ 第16話（2005年4月、NHK）
- ドラマW「チルドレン」（2006年5月21日、WOWOW）
- 愛の劇場「大好き!五つ子Go²!!」（2006年7月17日 - 9月1日、TBS） - 倉田大輔役
- ドラマ30「こどもの事情」（2007年7月2日 - 8月1日、CBC・TBS） - 山崎修平役

### 映画
- アマレット（2004年12月）

### CM
- 佐鳴予備校（2004年11月 - 2005年4月）

### 舞台
- 二十四の瞳（御園座、2003年8月）

### ビデオ
- 幼児の保護者向け自転車交通安全教育ビデオ「ママチャリ・ブギ〜家族みんなの交通安全」